# Лепокурово
Лепокурово — село в Баганском районе Новосибирской области. Входит в состав Палецкого сельсовета.

## География
Площадь села — 116 гектар

## Население
| 1976 | 1995 | 2002 | 2007 | 2010 |
| ---- | ---- | ---- | ---- | ---- |
| 593  | ↗702 | ↘697 | ↗725 | ↘637 |

## История
В 1928 г. село Лепокурово состояло из 298 хозяйств, основное население — русские. Центр Лепокуровского сельсовета Черно-Курьинского района Славгородского округа Сибирского края.

## Инфраструктура
В селе по данным на 2006 год функционируют 1 учреждение здравоохранения, 1 образовательное учреждение.